# Jaakko Gummerus
Jaakko Gummerus, född 13 oktober 1870 i Säminge, död 24 november 1933 i Tammerfors, var en finländsk kyrkohistoriker, professor i kyrkohistoria i Helsingfors 1900–1920, biskop i Borgå 1920–1923, därefter i Tammerfors till 1933. Han var bror till Lauri Pihkala.
Gummerus studerade bland annat i Leipzig och Halle, och prästvigdes 1897. Han representerade Finlands kyrka vid ett flertal kyrkliga möten i Norden och Estland. Som sekreterare i Finska kyrkohistoriska samfundet 1901-20 och dess ordförande från 1920 och som ledamot av Finska historiska har Gummerus befordrat den kyrkohistoriska forskningen. Som ordförande i Sällskapet för evangelisation på industriorter och i Centralförbundet för Finska kyrkans församlingsarbete med flera föreningar har Gummerus verksamt deltagit i praktiskt kyrkligt och religiöst arbete samt representerat finska kyrkan vid internationella kyrkliga konferenser.
Bland Gummerus skrifter märks Beiträge zur Geschichte des Buss- und Beichtwesens in der schwedischen Kirche des Mittlelalters (1900), Die homöusianische Partei bis zum Tode des Konstatius (1900), Vår kyrkas uppgifter i närvarande tid (1918), Lärobok i kyrkohistoria (1907 tillsammans med Vilhelm Rosenqvist) och andra läroböcker i kyrkohistoria. Gummerus var även utgivare av Synodalstatuter (1902) och Teologisk tidskrift (1916-). Till Gummerus 60-årsdag utgav en festskrift ingående i Finska kyrkohistoriska samfundets handlingar (1930).
Han utgav biografier över Philipp Melanchton (1897), Mikael Agricola (1903) och Johannes Gossner (1931). År 1923 promoverades han till teologie hedersdoktor vid Lunds universitet.
Gummerus hade en viktig position inom ramen för de lutherska kyrkornas internationella samarbete och understödde även ekumenik. 

## Utmärkelser
- Riddare av Nordstjärneorden,  1909[4]
- Riddartecknet av I klass av Finlands Vita Ros’ orden,  1919[4]
- Tyska Röda korsets medalj,  1924[4]
- Kommendörstecknet av I klass av Finlands Vita Ros’ orden,  1925[4]
- Finlands Röda Kors’ förtjänstmedalj i silver[5]
- Riddare av Sankt Olavs orden[5]
- Kommendör av Nordstjärneorden[5]
- Sankt Annas orden, tredje klass[5]

[Redigera Wikidata]